# 고성군 (경상남도)의 행정 구역
고성군의 행정구역은 1읍 13면 119개 법정리 262개로 구성되어 있으며, 면적은 2011년 1월 1일을 기준으로 고성군은 면적 517.28km2로 경상남도의 4.9%를 차지하고 있으며, 인구는 24,965세대, 56,741명이 거주하고 그 중 45.4%가 고성읍에 거주한다. 인구 정점은 135,107명 (단독 선거구 구획 가능)으로 현재의 사천시보다도 약간 많았다. 도서는 총 23개로 21개의 무인도와 2개의 유인도가 있다.

## 행정 구역

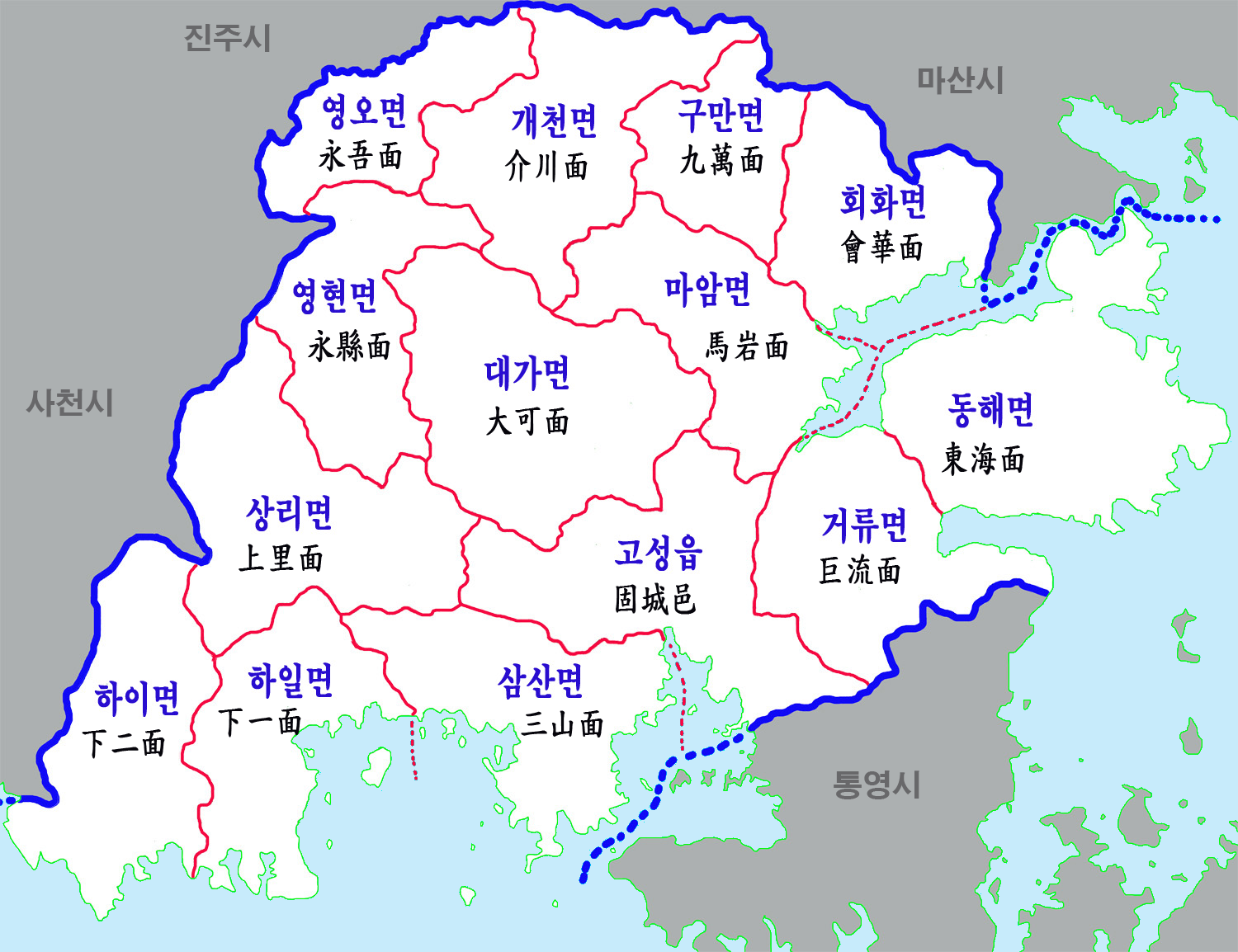
고성군의 행정 구역

| 명칭   | 한자   | 세대   | 인구 (명) | 면적 (km2) | 법정리 |
| ------ | ------ | ------ | --------- | ---------- | --- |
| 고성읍 | 固城邑 | 10,544 | 25,786    | 44.12      | 성내리(城內里), 서외리(西外里), 수남리(水南里), 동외리(東外里), 송학리(松鶴里), 기월리(基月里), 교사리(校社里), 무량리(武良里), 덕선리(德仙里), 대평리(大坪里), 우산리(牛山里), 죽계리(竹溪里), 율대리(栗垈里), 월평리(月坪里), 신월리(新月里), 이당리(梨堂里), 대독리(大篤里) |
| 삼산면 | 三山面 | 945    | 1,928     | 35.10      | 병산리(屛産里), 두포리(豆布里), 미룡리(米龍里), 삼봉리(三峰里), 장치리(長峙里), 판곡리(板谷里) |
| 하일면 | 下一面 | 989    | 2,069     | 30.99      | 학림리(鶴林里), 수양리(洙陽里), 용태리(龍台里), 송천리(松川里), 오방리(梧芳里), 춘암리(春岩里), 동화리(東禾里) |
| 하이면 | 下二面 | 1,312  | 2,952     | 37.83      | 덕호리(德湖里), 덕명리(德明里), 월흥리(月興里), 사곡리(沙谷里), 석지리(石地里), 와룡리(臥龍里), 봉현리(鳳峴里), 봉원리(蜂院里) |
| 상리면 | 上里面 | 896    | 1,818     | 45.99      | 척번정리(滌煩亭里), 고봉리(古鳳里), 신촌리(新村里), 오산리(烏山里), 동산리(東山里), 망림리(望林里), 무선리(武仙里), 자은리(自隱里), 부포리(夫浦里) |
| 대가면 | 大可面 | 878    | 1,741     | 52.26      | 척정리(尺亭里), 금산리(琴山里), 암전리(岩田里), 유흥리(柳興里), 양화리(楊化里), 연지리(蓮芝里), 송계리(松溪里), 갈천리(葛川里), 신전리(薪田里) |
| 영현면 | 永縣面 | 558    | 1,025     | 32.17      | 침점리(砧店里), 추계리(楸溪里), 봉발리(鳳鉢里), 대법리(大法里), 영부리(永芙里), 봉림리(鳳林里), 신분리(晨盆里), 연화리(蓮花里) |
| 영오면 | 永吾面 | 801    | 1,666     | 22.77      | 영대리(永大里), 오서리(吾西里), 오동리(吾東里), 영산리(永山里), 성곡리(省谷里), 연당리(蓮塘里), 양산리(陽山里) |
| 개천면 | 介川面 | 651    | 1,375     | 40.45      | 청광리(淸光里), 나선리(羅仙里), 가천리(佳川里), 봉치리(鳳峙里), 용안리(龍安里), 북평리(北坪里), 명성리(明星里), 예성리(禮城里), 좌연리(佐蓮里) |
| 구만면 | 九萬面 | 627    | 1,200     | 22.23      | 효락리(孝洛里), 주평리(酒坪里), 화림리(華林里), 저연리(苧蓮里), 용와리(龍臥里), 광덕리(廣德里) |
| 회화면 | 會華面 | 1,898  | 4,150     | 29.65      | 배둔리(背屯里), 당항리(堂項里), 봉동리(鳳東里), 어신리(語新里), 삼덕리(三德里), 녹명리(鹿鳴里) |
| 마암면 | 馬岩面 | 967    | 2,132     | 33.70      | 두호리(頭湖里), 삼락리(三樂里), 보전리(寶田里), 도전리(道田里), 장산리(章山里), 성전리(聖田里), 화산리(禾山里), 신리(新里), 석마리(石馬里) |
| 동해면 | 東海面 | 1,897  | 3,925     | 53.45      | 장기리(章基里), 양촌리(陽村里), 외산리(外山里), 내산리(內山里), 용정리(龍亭里), 장좌리(壯佐里), 봉암리(鳳岩里), 외곡리(外谷里), 내곡리(內谷里) |
| 거류면 | 巨流面 | 2,659  | 5,465     | 36.57      | 당동리(塘洞里), 신용리(新龍里), 화당리(華塘里), 거산리(巨山里), 가려리(佳麗里), 송산리(松山里), 은월리(銀月里), 용산리(龍山里), 감서리(甘西里) |
| 고성군 | 固城郡 | 25,622 | 57,232    | 517.28     | 총 119개리 |

## 연혁

### 삼국 이전
- 삼한시대 변한 12국 중의 하나인 고자미동국
- 737년 신라 효성왕 1년 고자군으로 개칭
- 757년 신라 경덕왕 16년 고자군을 고성군으로 개칭

### 고려
- 995년 고려 성종 14년 고주로 승격, 고주자사를 둠
- 1018년 고려 현종 9년 고성현으로 격하, 19개면을 둠
- 1266년 고려 원종 7년 고주로 승격
- 1391년 고려 공양왕 3년 고성현으로 개칭

### 근대 이후
- 1895년 5월 26일 조선 고종 32년 진주부 고성군이 됨[2]
- 1900년 5월 16일 도선, 광이, 광삼면을 진남군에 편입[3]
- 1906년 9월 24일 진주군 문선면, 남양면, 영오면, 영이곡면, 오읍곡면, 개천면 을 편입받아 23개면이 됨[4]
- 1912년 8월 1일 남양면을 사천군에 편입[5]
- 1914년 3월 1일 면의 명칭 및 구역이 병합되어 14면을 둠[6][7]

| 조선총독부령 제111호      |                |                                                                                        |
| 구 행정구역               | 신 행정구역    | 신 행정구역                                                                            |
| 고성군 동읍면(東邑面)     | 철성면(鐵城面) | 성내리, 수남리, 신월리, 죽계리, 월평리, 율대리                                         |
| 고성군 서읍면(西邑面)     | 철성면(鐵城面) | 서외리, 송학리, 기월리, 교사리, 무량리, 대평리, 덕선리, 우산리,                        |
| 고성군 대둔면(大屯面)     | 대가면         | 갈천리, 송계리, 신전리, 척정리                                                         |
| 고성군 가동면(可洞面)     | 대가면         | 금산리, 연지리, 유흥리, 암전리, 양화리                                                 |
| 고성군 광일면(光一面)     | 거류면         | 가려리, 거산리, 송산리, 용산리, 은월리                                                 |
| 용남군 광남면(光南面)     | 거류면         | 당동리, 신용리, 화당리                                                                 |
| 고성군 포도면(葡萄面)     | 동해면         | 내산리, 용정리, 양촌리, 외산리, 장기리, 장좌리                                         |
| 용남군 광이면(光二面)     | 동해면         | 감서리, 내곡리, 봉암리, 외곡리                                                         |
| 고성군 서마면(西馬面)     | 마암면         | 도전리, 석마리, 성전리, 신리, 장산리, 좌연리                                           |
| 고성군 동마면(東馬面)     | 마암면         | 두호리, 보전리, 삼락리, 화산리                                                         |
| 고성군 상남면(上南面)     | 삼산면         | 두포리, 미룡리, 삼봉리, 장치리                                                         |
| 고성군 상서면(上西面)     | 삼산면         | 대독리, 병산리, 이당리, 판곡리                                                         |
| 고성군 상리면(上里面)     | 상리면         | 가슬리(歌瑟里), 고봉리, 동산리, 망림리, 무선리, 부포리, 오산리, 자은리, 조정리(槽亭里) |
| 고성군 영현면(永縣面)     | 영현면         | 대법리, 봉림리, 봉발리, 신분리, 연화리, 영부리, 추계리, 침점리                         |
| 고성군 영이곡면(永耳谷面) | 영오면         | 성곡리, 양산리, 연당리, 영대리, 영산리                                                 |
| 고성군 오읍곡면(吾邑谷面) | 영오면         | 오동리, 오서리                                                                         |
| 고성군 회현면(會賢面)     | 회화면         | 녹명리, 봉동리, 삼덕리, 어신리                                                         |
| 고성군 화양면(華陽面)     | 회화면         | 당항리, 배둔리                                                                         |
| 고성군 개천면(介川面)     | 개천면         | 가천리, 예성리, 명성리, 용안리, 봉치리, 북평리, 청광리                                 |
| 창원군 양전면(良田面)     | 개천면         | 나선리                                                                                 |
| 고성군 구만면(九萬面])    | 구만면         | 용와리, 저연리, 화림리, 주평리, 효호리, 광덕리                                         |
| 고성군 하일면(下一面)     | 하일면         | 동화리, 송천리, 수양리, 오방리, 용태리, 춘암리, 학림리                                 |
| 고성군 하이면(下二面)     | 하이면         | 덕명리, 덕호리, 봉원리, 봉현리, 사곡리, 석지리, 와룡리, 월흥리                         |
- 1918년 10월 1일 철성면을 고성면으로 개칭
- 1938년 10월 1일 고성면이 고성읍으로 승격(1읍 13면)[8]
- 1973년 7월 1일 마암면 좌연리를 개천면으로, 동해면 감서리를 거류면에 편입[9]
- 1983년 2월 15일 삼산면 이당리·대독리를 고성읍으로, 개천면 나선리 선동을 구만면 화림리에 편입[10]